# Кудашов, Николай Сидорович
Никола́й Си́дорович Кудашо́в (19 декабря 1925, Новый Мачим, Саратовская губерния — 2 января 1945, Santovka, Нитранский край) — советский военнослужащий, участник Великой Отечественной войны, полный кавалер ордена Славы, командир орудия Т-34 20-й гвардейской танковой бригады, гвардии старший сержант.

## Биография
Родился 19 декабря 1925 года в селе Новый Мачим (ныне — в Шемышейском районе Пензенской области). Мордвин. Окончил 5 классов. Работал в колхозе.
В январе 1943 года был призван в Красную Армию. В запасном полку получил специальность наводчика танкового орудия. На фронте с марта 1943 года. Первый бой ефрейтор Кудашов принял на Курской дуге, подбил три вражеских танка. Потом были глубокие рейды в тыл врага, преследование отступающего противника, отражение контратак, бои на Украине и Румынии. К лету 1944 года гвардии старший сержант Кудашов — командир орудия Т-34 20-й гвардейской танковой бригады.
20 августа 1944 года гвардии старший сержант Кудашов в составе экипажа Т-34 ворвался в расположение противника, захватил мост через реку Бузэу. Затем совместно с танковой ротой овладел и городом Бузэу, куда пробился в числе первых. В ходе боя танкисты уничтожили 2 пулемета, 5 орудий и свыше 15 солдат и офицеров. Приказом от 19 сентября 1944 года гвардии старший сержант Кудашов Николай Сидорович награждён орденом Славы 3-й степени.
3 октября 1944 года гвардии старший сержант Кудашов с экипажем принял неравный бой с вражеской засадой у населенного пункта Сепиу-Леш. При этом было уничтожено свыше 10 пехотинцев, подожжен танк «тигр», подбиты 2 орудия и подавлено 5 пулеметных точек врага. От прямого попадания снаряда танк загорелся, однако экипажу удалось ликвидировать огонь, после чего был подбит БТР противника с пехотой. Второе попадание вражеского снаряда вывело из строя весь экипаж, а Кудашов был тяжело ранен. Был представлен к награждению орденом Славы.
После госпиталя вернулся в часть. 8 декабря 1944 года в боях на подступах к городу Вац экипаж танка, в составе которого был командир орудия старший сержант Кудашов, уничтожил 10 пулеметных точек, пушку и до 20 противников. Был вновь представлен к награждению орденом Славы. Приказом от 14 декабря 1944 года гвардии старший сержант Кудашов Николай Сидорович награждён орденом Славы 2-й степени.
Бой продолжались уже на территории Чехословакии. 2 января 1945 года танки 20-й гвардейской танковой бригады неожиданно ворвалась в населенный пункт Сантово. В ходе часового боя гарнизон был разгромлен, гвардейцы расстреливали или давили врага гусеницами. В конце боя на западной окраине села танк гвардии старшего сержанта Кудашова был подбит, и он погиб.
Был похоронен на месте боя в местечке Сантово, позднее останки были перенесены на воинское кладбище в город Штурово.
Указом Президиума Верховного Совета СССР от 28 апреля 1945 года за мужество, отвагу и героизм, гвардии старший сержант Кудашов Николай Сидорович награждён орденом Славы 1-й степени. Стал полным кавалером ордена Славы.
Награждён орденами Красной Звезды, Славы 3-х степеней, медалью «За отвагу».